# Maposa
Maposa is een dorp in het district Central in Botswana. De plaats telt 413 inwoners (2011).